# Gornje Pijavško
Gornje Pijavško – wieś w Słowenii, w gminie Krško. W 2018 roku liczyła 83 mieszkańców.